# Приречье (Ярославская область)
Прире́чье — деревня в Большесельском районе Ярославской области. Входит в состав Большесельского сельского поселения.

## История
В 1977 году указом Президиума Верховного Совета РСФСР деревня Смертино переименована в Приречье.

## Население
| 2007 | 2010 |
| ---- | ---- |
| 24   | ↘16  |